# 松田惺山
松田 惺山（まつだせいざん）は日本の尺八奏者、ミュージシャン。鬼太鼓座代表。

## 経歴
東京芸術大学音楽学部邦楽科卒業、同大学院音楽研究科修了。1992年にBamboo Orchestraを結成し演奏活動を開始。1993年和太鼓を中心とした日本の音集団・鬼太鼓座と出会い、世界各地での演奏活動にこれまで1000回以上参加。2001年鬼太鼓座創始者の田耕が没後、鬼太鼓座音頭取に就任する。

ソロ活動としては1995年フィンランドのタンペレ・ビエンナーレ音楽祭にて、タンペレ交響楽団とソリストとしてコンチェルトを共演。また、ジャズピアニスト板橋文夫との共演など、尺八の可能性を探求している。
NPO法人バンブーオーケストラ理事。 NPO法人ミュージック＆リズムス理事。 士別ふるさと大使。

## ディスコグラフィ

### ソロアルバム
- SEIZAN～尺八 松田惺山の世界 （1997年）[4]